# Starhawk (videojuego)
Starhawk es un videojuego de disparos en tercera persona, desarrollado conjuntamente por SCE Santa Monica Studio y LightBox Interactive de manera exclusiva para la consola PlayStation 3. Se lo considera la secuela "espiritual" de Warhawk, juego exclusivo de PlayStation 3 que salió en el año 2007. Starhawk es un shooter en tercera persona que tiene toques de estrategia, esto se debe a un mecanismo llamado "Build & Battle" que permite construir edificios como muros, torretas, búnkeres y dispensadores de vehículos en cualquier sitio.
Para hacer funcionar esta herramienta de construcción es necesario la recogida de la energía "Rift" o más comúnmente llamada, como el "oro azul". Al haber obtenido una cantidad elevada del material, se puede acceder al menú de construcción, y pulsando un único botón, caerá una baliza del cielo que impactará contra el suelo y construirá el edificio seleccionado en apenas unos segundos. La recogida de la energía se produce en tres situaciones:
- Cuando se está en la base principal o en los puestos de avanzada, y se permanece en ella durante un tiempo.
- Al eliminar a enemigos, vehículos o edificios del enemigo.
- Destruyendo los barriles de Rift que hay repartidos por el mapa.

## Proscritos y Rifters
Los Proscritos son un grupo de seres humanos que han sido infectados por la energía del Rift, también llamado "oro azul". Esta banda de indeseables se oponen a los mineros del Rift y se rebelan a estos, con un carácter taimado. Además, los proscritos tienen una intensa determinación para proteger la energía del Rift a toda costa ... incluso por encima de sus vidas.
Eso sí, los Proscritos no son tontos - son tan que capaces como los Rifters-. Las especies de proscritos, aparecen cuando un Rifter -el nombre corto de un minero del Rift - se expone a un gran cantidad del Rift, "oro azul". Una vez infectados, los cambios empiezan a sucederse, tanto mental como físicamente. El recién infectado comienza a desarrollar una naturaleza salvaje, decididos a proteger a la energía del Rift a toda costa. Los jugadores aprenderán a través del modo historia de Starhawk, por qué los Proscritos actúan de esa manera y cual es el motivo que produce la transformación de humano a proscrito.
Los Rifters o mineros del Rift son seres humanos que viajaron de su planeta de origen y han colonizado los planetas lejanos, con la esperanza de poder construir y llevar una vida llena de riquezas y honores gracias a la energía minera del Rift. Los Rifters viven una vida peligrosa, tanto por la precaución que tienen a no ser infectados por la energía Rift como porque deben prestar mucha atención a los movimientos que efectúen los Proscritos. En la parte multijugador de Starhawk, los jugadores podrán jugar como Proscrito y Rifters. Además, los jugadores pueden personalizar sus avatares en línea en gran medida, que van desde el color de inicio al color del antebrazo armadura, y mucho más.

## Personajes
En esta categoría se agrupan los personajes de Starhawk, según su bando: Rifters (Mineros del Rift) o Proscritos (Protectores del Rift), - aquí también se incluyen los personajes que serán desbloqueados mediante contenido descargable -.

### Rifters
Nombre: Emmett Graves
Biografía: Era un minero de Rift, al igual que su hermano, Logan, fueron atacados por los proscritos cuando se encontraban en la extracción del Rift. Debido al combate que se produjo, uno de los edificios extractores de Rift estalló, exponiendo a los dos hermanos a la energía del Rift y provocando transformaciones tanto físicas como mentales. Logan por desgracia, sufrió una exposición demasiado elevada con el Rift, y por eso sufrió una transformación completa, sin embargo Emmett solo fue afectado ligeramente por la explosión y mediante unos implantes cibernéticos se pudo detener el proceso de infección y así permitiéndole seguir viviendo como un humano. Aunque ahora se encuentra en una encrucijada ya que no es ni un humano ni un proscrito, por lo que nadie lo acepta. Él es uno de los mejores pistoleros que hay entre los Rifters.
Nombre: Sydney Cutter
Biografía: Tiene acento australiano además de algunos rasgos físicos y también es un Rifter muy cualificado que se comunica con Emmett mediante un altavoz y cámara, por eso él tiene el apodo de "ojo en el cielo". Da consejos a Emmett y es el encargado de los lanzamientos de las vainas que contienen los edificios y las tropas, que se efectúan desde su nave que se encuentra en la órbita de los planetas. Él es el responsable de la invención del "Build and Battle". También fue el que desarrolló el regulador de Emmett que le ayuda a mantener su humanidad después de haberse infectado. A medida que los jugadores se adentren en el modo campaña, irán comprendiendo quien es Sydney y cuales son sus motivaciones. Se comunica con Emmett mediante una videollamada, donde se le puede ver el rostro
Nombre: Huxley Ardin
Biografía: Este Rifter lo encontrarás en el taller y la chatarrería de Huxley, conocido en toda la frontera como el mejor lugar para obtener piezas de repuesto para tus Razorbacks y Sidewinders. Además, la Tienda de Huxley es una red de caminos y senderos para que los jugadores puedan afinar su puntería y habilidades de conducción.

### Proscritos
Nombre: Logan Graves
Biografía: Logan, es el hermano de Emmett Graves, él es uno de los mineros de Rift, del Planeta Dust. Él fue infectado con la energía "Rift" debido a una explosión de una extractora de energía. La explosión le golpeo completamente, transformándose tanto físicamente como mentalmente. Además, es el líder de los proscritos y uno de los más buscados en el universo de Starhawk.
Nombre: Sweet Tooth (Twisted Metal)
Biografía: Este es uno de los protagonistas del juego Twisted Metal, que en esta ocasión hace un cameo para hacer su aparición en Starhawk. En esta ocasión el payaso pierde sus llamas de fuego y son sustituidas por llamas de Rift, además aparece con un puñal muy característico. Solo se puede adquirir este personaje mediante un código que se consigue con una copia del Twisted Metal

## Vehículos
HAWK "Mecha y Nave Espacial"
El Halcón de Starhawk es una versión mejorada del Warhawk y el Némesis. Esta máquina tiene unos mecanismos muy similares a los de los aviones, es muy potente y es capaz de hacer muchos estragos en ejércitos enteros. . El Hawk incluye un arsenal completo de armas y la capacidad de transformarse pasando de ser un avión/nave a un mech pulsando solo un botón. También es capaz de realizar un "Pisotón", que permite a los jugadores eliminar a los enemigos que se encuentren debajo de las piernas del Mech.
SIDEWINDER "Moto Aerodeslizante"
El sidewinder es un vehículo ágil y rápido, que puede transportar a un jugador de una punta a otra del mapa. También es idóneo para saltar las dunas de "Dust" o la realización de saltos espectaculares sobre rampas o acantilados, por desgracia, no tiene armas propias para poder atacar. El Jetbike también es el vehículo menos resistente, lo que significa que puede ser destruido rápidamente.
RAZORBACK "Jeep con Gatling"
El Razorback se compra con la energía Rift en el garaje . Una vez adquirido, los jugadores pueden conducir con este vehículo con otros dos compañeros a través de los territorios. El Razorback tiene una ametralladora montada en su parte trasera, que da el Razorback bastante poder defensivo y ofensivo. Además el Razorback también puede atropellar a la infantería con mucha facilidad.
OX "Tanque Pesado de 6 ruedas"
Es sin duda, el vehículo más fuerte y más poderoso que hay en el universo de Starhawk. El tanque pesado Ox es lento, pero es perfecto para destrozar búnkeres y romper las defensas, mediante su lanzador de misiles estilo "catapulta" o empleando el cañón estándar.
VULTURE "Mochila Propulsora"
Este vehículo consta de dos brazos que terminan en unas hélices, que permite a las unidades terrestres, la opción de volar y planear durante un corto periodo de tiempo. Tiene un impulso de energía bastante elevado lo que le permite moverse por un momento muy rápido, aunque este se recalienta muy rápidamente. Dejando así al personaje flotando muy lentamente, lo que se convierte en un blanco muy fácil para los lanzacohetes y los hawks.
clanes 
muy prepaparado para el juego de clan, los jugadores se juntan en un equipo para luchar juntos y teniendo un perfil único de vajas y muertes y experiencia por minuto, uno de los mejores clanes de habla española es EsP fundidores que consta de su propia web y perfil en faceboc www.espfundidores.com
- Datos: Q961171